# Tryg
Tryg — датская страховая группа, работающая в Дании, Швеции и Норвегии. Обслуживает около 4 млн клиентов. Специализируется на страховании имущества, занимая в этой нише первое место в Дании, 4-е в Норвегии и 5-е в Швеции, где работает под брендом Moderna.

## История
Компания прослеживает свою историю до Kjøbenhavns Brandforsikring, основанной в 1731 году. Позже она была преобразована в Tryg Forsikring, которая в 2002 году была объединена со страховым бизнесом финансовой группы Nordea. В 2005 году акции Tryg были размещены на Копенгагенской фондовой бирже.
В ноябре 2020 года компания совместно с канадской Intact Financial Corporation купила британскую страховую группу RSA за £7,6 млрд, сделка была закрыта в июне 2021 года. Tryg приобрела операции в Норвегии и Швеции, а Intact — в Канаде, Великобритании и других странах; операции в Дании стали совместным предприятием. Это приобретение сделало Tryg крупнейшей компанией по страхованию имущества в Скандинавии.

## Деятельность
В 2020 году страховые премии составили 22,7 млрд датских крон, страховые выплаты — 15,4 млрд крон. Более половины премий пришлось на Данию (14 млрд крон), на Норвегию — 6,4 млрд, на Швецию — 2,2 млрд.